# 랜스 킨시

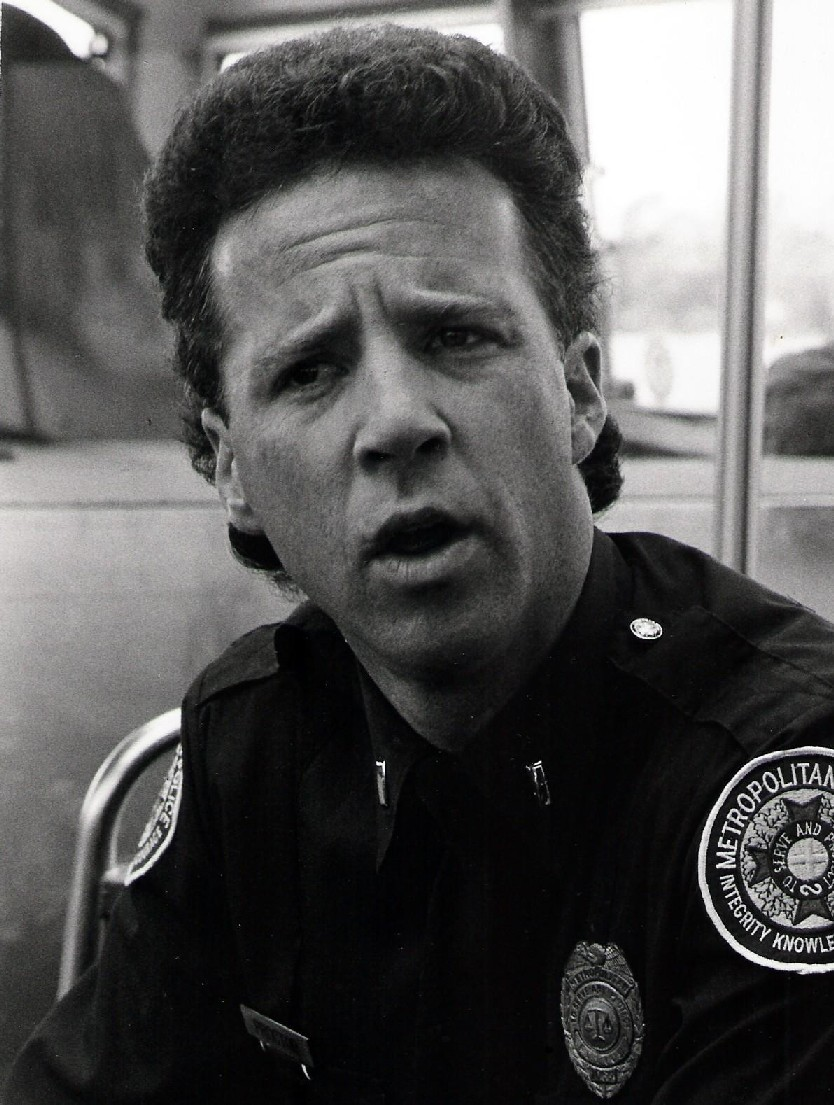

랜스 킨지(Lance Kinsey, 영어 발음: /ˈkɪnzɪ/, 1959년 6월 13일 ~ )는 캐나다의 각본가, 배우이다.
캘거리에서 태어났다.

## 영화
- All Stars (2014)
- 펑키 멍키 (2004년)
- 드림캐쳐 (2003년)
- 크리펜도프 종족 (1998년)
- 햄들의 침묵 (1994년)
- 원초적 무기 (1993년)
- 리틀 빅 히어로 (1992년)
- 집시 반란 (1990년)
- 허니문 아카데미 (1989년)
- 폴리스 아카데미 6 (1989년)
- 폴리스 아카데미 5 - 마이애미 비치 임무 (1988년)
- 폴리스 아카데미 4 - 시민 순찰대 (1987년)
- 폴리스 아카데미 3 - 재훈련 (1986년)
- 크레스 (1983년) - 도그 트레이너 / 바 파트론 역